# Khruangbin
Khruangbin és un trio musical estatunidenc originari de Houston, Texas, format per Laura Lee al baix, Mark Speer a la guitarra, i Donald Ray «DJ» Johnson Jr. a la bateria. El grup és conegut per mesclar influències musicals ètniques, soul clàssic, dub i psicodèlia. El seu disc de debut, The Universe Smiles Upon You (2015), parteix de la història de la música tailandesa dels anys 1960, mentre que el seu segon àlbum, Con Todo El Mundo (2018), té influències hispanes i de l'Orient Mitjà. Speer, Lee, i DJ també realitzen el programa de ràdio Air Khruang a NTS i Facebook Live.

## Discografia

### LP
- The Universe Smiles Upon You (2015)
- Con Todo El Mundo (2018)
- Mordechai (2020)[5]

### EP
- Khruangbin (2010)
- The Infamous Bill (2014)
- History Of Flight (2015)
- Spotify Singles (2018)
- Texas Sun (2020)
- Texas Moon (amb Leon Bridges, 2022)[6]